# Co-Co
Co-Co was een Britse band uit de jaren 70.
De groep bestond uit Terry Bradford, Josie Andrews, Cheryl Baker, Keith Haslar en Paul Rogers. Voor het Eurovisiesongfestival in 1978 werd drummer Charlie Brennan toegevoegd aan de groep.
Ze namen in 1976 deel aan A Song for Europe om zo het Verenigd Koninkrijk te kunnen vertegenwoordigen op het Eurovisiesongfestival, ze werden 2de met het lied Wake up.
Twee jaar later wonnen ze met The bad old days; op het songfestival haalden ze de 11de plaats. Het was de eerste keer dat het land niet in de top 10 eindigde en het zou nog tot 1987 duren vooraleer het land nog lager zou eindigen. Na deze blamage veranderde de groep haar naam in The Main Event en probeerde te herkansen in 1980, maar ze eindigde 12de en laatste wat meteen de begrafenis voor de band was. Cheryl Baker zou een jaar later het songfestival op haar naam schrijven als lid van de groep Bucks Fizz.
1957: Patricia Bredin · 
1959: Pearl Carr & Teddy Johnson · 
1960: Bryan Johnson · 
1961: The Allisons · 
1962: Ronnie Carroll · 
1963: Ronnie Carroll · 
1964: Matt Monro · 
1965: Kathy Kirby · 
1966: Kenneth McKellar · 
1967: Sandie Shaw · 
1968: Cliff Richard · 
1969: Lulu · 
1970: Mary Hopkin · 
1971: Clodagh Rodgers · 
1972: The New Seekers · 
1973: Cliff Richard · 
1974: Olivia Newton-John · 
1975: The Shadows · 
1976: Brotherhood of Man · 
1977: Lynsey de Paul & Mike Moran · 
1978: Co-Co · 
1979: Black Lace · 
1980: Prima Donna · 
1981: Bucks Fizz · 
1982: Bardo · 
1983: Sweet Dreams · 
1984: Belle & The Devotions · 
1985: Vikki Watson · 
1986: Ryder · 
1987: Rikki · 
1988: Scott Fitzgerald · 
1989: Live Report · 
1990: Emma · 
1991: Samantha Janus · 
1992: Michael Ball · 
1993: Sonia · 
1994: Frances Ruffelle · 
1995: Love City Groove · 
1996: Gina G · 
1997: Katrina & the Waves · 
1998: Imaani · 
1999: Precious · 
2000: Nicki French · 
2001: Lindsay Dracass · 
2002: Jessica Garlick · 
2003: Jemini · 
2004: James Fox · 
2005: Javine Hylton · 
2006: Daz Sampson · 
2007: Scooch · 
2008: Andy Abraham · 
2009: Jade Ewen · 
2010: Josh Dubovie · 
2011: Blue · 
2012: Engelbert Humperdinck · 
2013: Bonnie Tyler · 
2014: Molly · 
2015: Electro Velvet · 
2016: Joe & Jake · 
2017: Lucie Jones · 
2018: SuRie · 
2019: Michael Rice · 
2021: James Newman ·
2022: Sam Ryder ·
2023: Mae Muller ·
2024: Olly Alexander ·
2025: Remember Monday